# Georg Gilardone

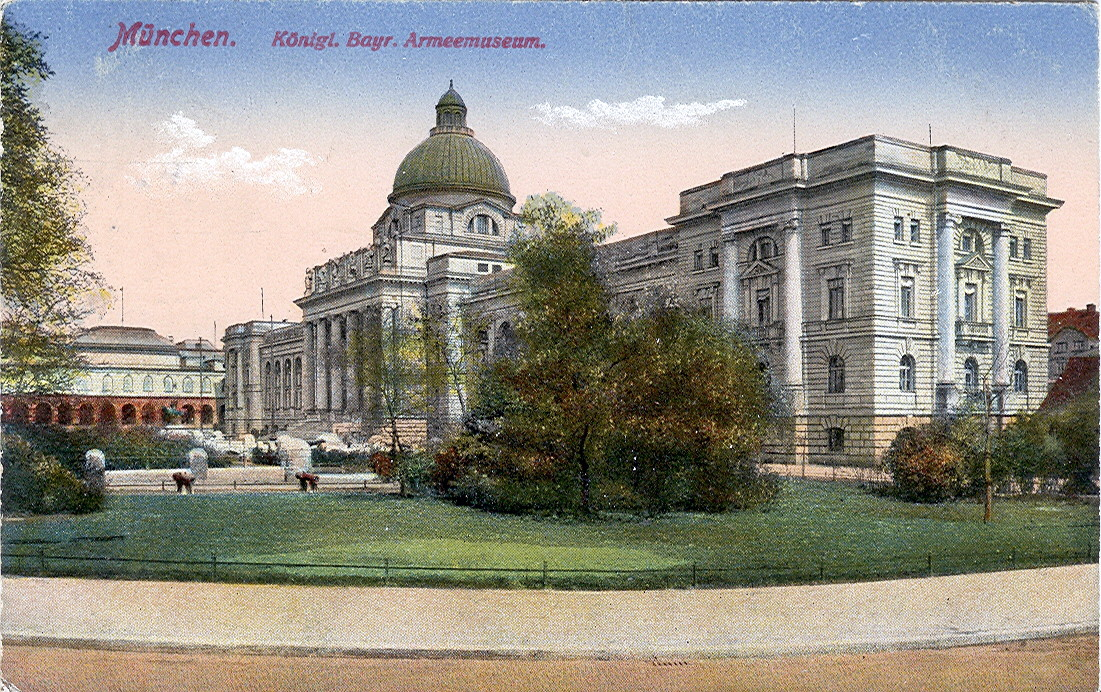
Armeemuseum München (1905 bis 1945)

Georg Gilardone (* 1877; † nach 1951) war ein bayerischer Offizier, Militärhistoriker, Konservator und Museumsleiter.

## Leben
Georg Gilardone trat nach seiner Schulzeit in die Bayerische Armee ein und wurde Angehöriger des in Landau in der Pfalz stationierten Königlich Bayerischen 23. Infanterie-Regiments, wo er am 21. März 1900 zum Leutnant und am 25. Juni 1910 zum Oberleutnant befördert wurde.
Georg Gilardone nahm am Ersten Weltkrieg teil, wurde zum Hauptmann und Major a. D. ernannt und wirkte später als Konservator und Hauptkonservator am Bayerischen Armeemuseum in München. Nach dem Tod des Direktors Hans Stöcklein im September 1936 übernahm Georg Gilardone die Museumsleitung und der Kunsthistoriker und Waffenkundler Alexander von Reitzenstein, der Jahre später in der Zeit von 1965 bis 1969 selbst Direktor des Bayerischen Armeemuseums wurde, unterstützte Georg Gilardone noch bis 1945 bei Tätigkeiten in der Museumsleitung und als Hauptkonservator. Am 21. Juni 1939 ordnete Adolf Hitler die Übernahme der Heeresmuseen in Berlin (Direktor Konteradmiral a. D. Hermann Lorey), Dresden (Leiter Major a. D. Ernst von Koerner) und München durch die Wehrmacht an, die, durch den Ausbruch des Krieges verzögert, am 23. März 1940 erfolgte. Die Museen sollten Kriegsereignisse und Beute zeigen und als würdige Plätze für Staatsbegräbnisse verdienter Heerführer dienen. Das Bayerische Armeemuseum unter Georg Gilardone wurde damit als Heeresmuseum München der Wehrmachtsdienststelle Chef der Heeresmuseen unterstellt, die als nachgeordnete Dienststelle des OKH dem Allgemeinen Heeresamt zugeordnet war. 
Der nach Plänen von Ludwig von Mellinger errichtete Monumentalbau des Armeemuseums am Hofgarten in München wurde im Zweiten Weltkrieg teilweise zerstört und das Armeemuseum wurde daraufhin nach Kriegsende in der Zeit von 1946 bis 1969 im Bayerischen Nationalmuseum in München untergebracht. Die erhaltene Kuppel des alten Museumsbaus in München bildet heute den Zentralbau der neu errichteten Bayerischen Staatskanzlei.
Von seiner Korrespondenz sind Teile seines im Zeitraum von 1946 bis 1952 mit dem Bibliothekar und Orientalisten Emil Gratzl geführten Schriftverkehrs in dessen Nachlass, der in der Bayerischen Staatsbibliothek München verwahrt wird, überliefert.

## Schriften (Auswahl)
- mit Friedrich Leonard (Hrsg.): Henses Griechisch-römische Altertumskunde. Ein Hilfsbuch für den Unterricht. Fünfte Auflage, Aschendorffsche Verlagsbuchhandlung, Münster in Westfalen 1928
- Vier wiedergefundene Zeugen der Königsherrlichkeit Friedrich V. In: Kurpfälzer Jahrbuch, 4, 1928, S. 79–82 (Digitalisat)
- Der Krieg mit der Pfalz. Eine Speyerer Reichsstadtepisode. In: Kurpfälzer Jahrbuch, 5, 1929, S. 37–41 (Digitalisat)
- Landau und seine 3. Division. In: Landauer Anzeiger, 6. September 1930
- Tilly. Der Heilige im Harnisch. Verlag Josef Kösel & Friedrich Pustet, München o. J. (1932)
- Generalleutnant Graf Tilly und sein letzter Feldzug. In: Das Bayerland, 43, 1932, S. 162–172
- Das Bayernheer in Deutschlands Geschichte. In: Jugend, 38, 1934, S. 598–599
- Bayerische Uniformgeschichte in Nymphenburger Porzellan. In: Die Kunst für alle, 50, 1, 1934, S. 18–21 (Digitalisat)
- Hans Stöcklein † 2. September 1936. In: Zeitschrift für historische Waffen- und Kostümkunde Neue Folge, 6, 1, (1937), S. 22–23
- Die Weltkriegs-Abteilung als Ganzes. In: Das Bayerland, 48 (1937), S. 39–45
- Landfahnen und Landwehr in Altbayern. In: Das Bayerland, 53 (1943), S. 1–32